# SoKo (cantante)
Stéphanie Sokolinski (Burdeos; 26 de octubre de 1985), conocida por su nombre artístico SoKo, es una cantante y actriz francesa. Creció en una familia judía de origen polaco. Se hizo conocida a través de MySpace, retransmitida por un DJ danés, publicando I´ll kill her (2007), que tuvo mucho éxito en Dinamarca. Hoy también es conocida en Australia, los Países Bajos, Bélgica y Alemania. La canción "I'll kill her" alcanzó el decimoprimer puesto en las encuestas en Bélgica el 26 de enero de 2008 y alcanzó el tercer puesto el 9 de febrero.
Ha participado en varias películas (cine y televisión), entre ellas Mes Copines, de Sylvie Ayme, y Je suis parti de rien, una película de Xavier Giannoli; con Gérard Depardieu y François Cluzet. Mantiene su verdadero nombre como actriz. Su canción «We Might Be Dead by Tomorrow» llegó a la posición nueve de la lista estadounidense Billboard Hot 100 en 2014.
SoKo es vegana. Además, fue straight edge desde los 18 hasta los 27 años.
En noviembre de 2018 dio a luz a su primer hijo, Indigo Blue Honey.
El 10 de julio de 2020, a través de Since Music y Babycat Records, lanzó su último álbum llamado Feel Feelings. 

## "SoKo is dead"
Poco después de haber terminado su esperada gira en Australia, SoKo dejó de hacer música y cambió su nombre de MySpace a "Soko is dead", que indica la muerte de la cantante. Envió una carta a la página oficial de fans explicando el asunto, ya que hubo mucha confusión entre sus seguidores sobre su aparente muerte. Aclaró que estaba viva (literalmente), pero había decidido no hacer más música por el momento y tampoco lanzar su esperado álbum. Al respecto ella explica que "después de haber terminado el álbum me di cuenta de que sonaba muy comercial y no como mi banda de cochera que tanto amo" y añadió: "es bien sabido sobre mi odio al mundo comercial" pero aseguró "tal vez dentro de unos años publique el álbum".
Por ahora SoKo vive entre los Ángeles, Nueva York, Seattle y más lugares de Estados Unidos. Es difícil saber su verdadero paradero.

## Discografía

### Álbumes

#### Álbumes de estudio
| Álbum                        | Detalles | Posiciones | Posiciones | Posiciones | Posiciones | Posiciones | Posiciones |
| Álbum                        | Detalles | FRA        | BEL (VL)   | BEL (FL)   | SUI        | US HEAT    | UK IND     |
| ---------------------------- | --- | ---------- | ---------- | ---------- | ---------- | ---------- | ---------- |
| I Thought I Was an Alien     | - Fecha de lanzamiento: 13 de febrero de 2012 - Discográficas: Because Music, Babycat Records - Formatos: CD, descarga digital | 53         | 35         | 76         | 74         | 15         | 13         |
| My Dreams Dictate My Reality | - Fecha de lanzamiento: 27 de febrero de 2015 - Discográficas: Because Music, Babycat Records - Formatos: CD, descarga digital | 75         | 68         | —          | —          | —          | —          |

#### EP
| EP         | Detalles |
| ---------- | --- |
| Not Sokute | - Fecha de lanzamiento: 11 de abril de 2007 - Formatos: CD, descarga digital - Discográfica: Lanzamiento independiente |

### Sencillos

#### Como artista principal
| Año  | Sencillo                       | Posiciones | Posiciones | Posiciones | Posiciones | Posiciones | Posiciones | Posiciones | Posiciones | Álbum                        |
| Año  | Sencillo                       | FRA        | BEL (FL)   | BEL (VL)   | DIN        | AUT        | SUI        | UK         | US         | Álbum                        |
| ---- | ------------------------------ | ---------- | ---------- | ---------- | ---------- | ---------- | ---------- | ---------- | ---------- | ---------------------------- |
| 2007 | «I'll Kill Her»                | —          | 3          | —          | 2          | —          | —          | —          | —          | Not Sokute                   |
| 2009 | «Mum» (Marina & Soko)          | —          | —          | —          | —          | —          | —          | —          | —          | Sin álbum                    |
| 2011 | «I Thought I Was an Alien»     | 173        | —          | —          | —          | —          | —          | —          | —          | I Thought I Was an Alien     |
| 2012 | «First Love Never Die»         | 130        | —          | —          | —          | —          | —          | —          | —          | I Thought I Was an Alien     |
| 2012 | «We Might Be Dead by Tomorrow» | 61         | —          | 39         | —          | 51         | 60         | 145        | 9          | I Thought I Was an Alien     |
| 2014 | «Love Letter»                  | —          | —          | —          | —          | —          | —          | —          | —          | Sin álbum                    |
| 2015 | «Who Wears the Pants??»        | —          | —          | —          | —          | —          | —          | —          | —          | My Dreams Dictate My Reality |
| 2015 | «Ocean of Tears»               | —          | —          | —          | —          | —          | —          | —          | —          | My Dreams Dictate My Reality |

#### Como artista invitada
| Año  | Sencillo                                                                       | Álbum        |
| ---- | ------------------------------------------------------------------------------ | ------------ |
| 2012 | «Eyes/ Young and Lovely» (Jherek Bischoff, David Byrne, Zac Pennington y Soko) | Composed     |
| 2012 | «Something Makes You Feel Like» (con Cornershop)                               | Urban Turban |
| 2016 | «Why» (featuring Soko)                                                         | Washed Away  |
| 2017 | «Desencuentro» (Residente)                                                     | Residente    |

### Otras canciones
| Año  | Canción                      | Álbum                           | Detalles |
| ---- | ---------------------------- | ------------------------------- | --- |
| 2008 | «I Will Never Love You More» | Triple J Hottest 100- Volume 16 | - Soko publicó el demo en su cuenta de Myspace a finales de 2007, y la versión arreglada la lanzó en ese sitio web el año siguiente. - La canción fue reproducida en algunas radios de Reino Unido en 2008. - Estuvo en la posición cuarenta y uno del Triple J Hottest 100 de 2008, una encuesta de la radio australiana Triple J. |

### Vídeos musicales
| Vídeo                                                 | Año  | Director                       |
| ----------------------------------------------------- | ---- | ------------------------------ |
| «No More Home, No More Love»                          | 2011 | Matt Amato y Tommy Mose Abbott |
| «First Love Never Die»                                | 2011 | Soko y Matthew Gray Gubler     |
| «I Thought I Was an Alien»                            | 2011 | Soko y Spike Jonze             |
| «You Have a Power on Me»                              | 2012 | Soko                           |
| «We Might Be Dead by Tomorrow»                        | 2012 | Soko                           |
| «Destruction of the Disgusting Ugly Hate»             | 2012 | Soko                           |
| «Monster Love»/ «I Just Want to Make It New With You» | 2013 | Soko                           |
| «Love Letter»                                         | 2014 | Aaron Rose                     |
| «Who Wears the Pants??»                               | 2015 | Soko                           |
| «Ocean of Tears»                                      | 2015 | Soko y Nina Ljeti              |
| «Temporary Mood Swings»                               | 2015 | Soko                           |
| «Lovetrap»                                            | 2015 | Soko                           |

## Filmografía
- 2002: Clara, cet été là de Patrick Grandperret: Zoe.
- 2003: L'escalier de Frederic Mermoud.
- 2006: Louis Page (temporada 8 episodio 2): Lydia.
- 2006: Commissaire Valence (temporada 4): Camille Valence.
- 2006: Les Irréductibles de Renaud Bertrand: Lucie.
- 2006: Mes copines de Sylvie Ayme: Manon.
- 2006: Madame Irma de Didier Bourdon: la joven lycéenne.
- 2007: Ma place au soleil de Eric de Montalier: Sabine.
- 2007: Dans les cordes de Magaly Richard-Serrano: Sandra.
- 2007: Ma vie n'est pas une comédie romantique de Marc Gibaja: Lisa.
- 2009: À l'origine de Xavier Giannoli.
- 2011: Bye Bye Blondie de Virginie Despentes: Gloria (Adolescente).
- 2012: Augustine de Alice Winocour
- 2016: " La Danseuse" de stephanie di giusto